# Ливра
Ливрата (на френски: livre, означение £ или ₶) е френска парична единица, валута на Кралство Франция и предшестващото го Западнофранкско кралство от 781 до 1794 г.
Съществували са няколко различни ливри, някои едновременно. Ливри са наричани сребърните монети, ливра е и разплащателната единица.

## Произход и етимология
Ливрата е установена от Карл Велики като разплащателна единица, равна на един фунт сребро. Тя се дели на 20 су (sous, също sols, идва от солид), всяко су – на 12 дение (denier). Думата livre произлиза от латинската дума libra, римска единица за тегло; думата и до днес означава фунт в съвременния френски език. Denier идва от римския денарий. Тази система и самото дение са послужили като модел за много от европейските валути, включително британски паунд, италианска лира, испанско динеро и португалско динейро.
Тази първа ливра е известна като livre carolingienne. Първоначално са сечени само дение, но обезценяването води до сеченето на по-големи деноминации. Различните монетни дворове в различните региони са използвали различни тегла за дение, което довело до няколко различни ливри с различни стойности.
Известни са турска ливра и парижка ливра.
Турската ливра (турноа, tournois, от името на град Тур) от времето на Филип IV (1285 – 1314) става господстваща парично-разплащателна единица във Франция. Символът на тази ливра е ₶ (U+20B6).
Парижката ливра, която е по-тежка от турската ливра, от времето на Филип II Август (1180 – 1223) е основна парично-разплащателна единица в Северна Франция, но с течение на времето е изместена от турската ливра и изчезва от обращение, подобно на парижкото дение от времето на Шарл VIII (1483 – 1498), а парижко су от времето на Луи XIV (1643 – 1715) повече не се сече.

## Галерия
- Едностранен кралски асигнат от 500 ливри, 1790 г.
- Едностранни 5 ливри на Конвента, 1793 г.